# L’uomo meccanico
L´uomo meccanico (Italienisch: Der mechanische Mensch oder Der Maschinenmensch) ist ein italienischer Stummfilm im Genre des Science-Fiction-Films von André Deed aus dem Jahre 1921. Es ist der erste Film, in dem sich Roboter bekämpfen. Andere Aufführungstitel sind The Mechanical Man (USA), O Homem Mecânico (Brasilien) und Механический человек (Russland). In Deutschland wurde der Film nicht aufgeführt. Von dem ursprünglich rund 60 Minuten langen Film sind nur 26 Minuten überliefert, die 1992 restauriert wurden.

## Handlung
Ein Wissenschaftler hat einen menschenähnlichen Automaten bzw. Roboter erschaffen, der enorme Kraft besitzt und sich mit großer Geschwindigkeit bewegen kann. Mit Hilfe eines „Televisors“ kann der Maschinenmensch ferngesteuert werden.
Der Wissenschaftler wird von einer Gangsterbande unter der Führung von Mado getötet, die die Baupläne des Roboters in ihren Besitz bringen will. Bevor ihnen dies gelingt, werden sie von der Polizei festgenommen. Doch Mado gelingt die Flucht: Sie spritzt sich ein Medikament und wird scheinbar schwerkrank auf eine Krankenstation eingeliefert. Dort legt sie einen Brand und entkommt im Durcheinander der Löscharbeiten. Sie entführt die Nichte des Wissenschaftlers und zwingt sie, ihr die Pläne auszuliefern, woraufhin die Bandenchefin den Roboter bauen kann.
Der von Mado kontrollierte Roboter wird für die Ausführung verschiedener Verbrechen benutzt. Schließlich gelingt es dem Bruder des getöteten Wissenschaftlers, einen zweiten Roboter zu bauen, der gegen den Roboter Mados eingesetzt wird. Im Zweikampf der Roboter, der in einem Opernhaus stattfindet, zerstören sich die Maschinenmenschen gegenseitig mitsamt dem Gebäude. Mado stirbt während der Befehlsgebung an ihren Roboter durch einen Kurzschluss.

## Überlieferung
Der Film galt Jahrzehntelang als verschollen. Bislang (Stand 2018) ist keine vollständige Fassung identifiziert worden. Insbesondere fehlen Teile des Filmbeginns, u. a. mit den Angaben zur Besetzung, so dass gewisse Unsicherheiten in der Zuordnung der Schauspieler/Rollen bestehen. 1992 wurden Überreste des Films, die sich in der Cinemateca Brasileira in São Paulo befinden, unter Mitarbeit der Cineteca di Bologna restauriert und bei einer neuen Kopie die portugiesischen Zwischentitel durch italienische ersetzt. Auf dieser Kopie wiederum basiert eine DVD-Edition von Alpha Video mit englischen Untertiteln. Die Länge des Überrestes beträgt 740 Meter (ca. 26 Min. Spielzeit).